# Шедар
Шеда́р (α Кассиопеи / α Cas) — яркая звезда созвездия Кассиопеи с видимой звёздной величиной 2,24m. Название звезды произошло от арабского слова صدر şadr — «грудь».
Шедар — оранжевый гигант спектрального класса K0 IIIa, звезда более холодная, но более яркая, чем Солнце. Болометрическая светимость примерно в 855 раз, а диаметр в 42 раза больше, чем у Солнца. Расстояние до звезды около 230 световых лет (70 парсеков). Предполагается, что Шедар является переменной звездой, однако с XIX века вариаций светимости не наблюдалось.

## В популярной культуре
- К планете системы звезды Шедар отправляются персонажи художественных фильмов «Москва — Кассиопея» и «Отроки во Вселенной».
- Кей Дач/Альтос, герой трилогии С. Лукьяненко «Линия грёз», родом со второй планеты Шедара.
- В рассказе Аластера Рейнольдса «За разломом Орла» фигурирует станция Саумлаки на краю сектора Шедар.